# Beliči
Beliči (rus. Беличий остров, doslovno: "Otok vjeverica") je uzak otok u sjeverozapadnom Ohotskom moru, jedan od Šantarskih otoka.

## Geografija
Otok je 20.3 km duljine, s maksimalnom širinom od oko 5 km. Pokriven je šumama ariša.
Beliči je odvojen od otoka Boljšoj Šantar na sjeveru tjesnacem Severo-Vostočni, od otoka Mali Šantar na zapadu tjesnacem Opasnji, a od kopna na jugu Lindholmovim tjesnacem. Na njegovom istoku nalazi se Akademijski zaljev.

## Povijest
Belichy su često posjećivali američki kitolovci koji su lovili grenlandske kitove između 1857. i 1889.